# Roderick Weusthof
Roderick Weusthof (Nimega, 18 maggio 1982) è un hockeista su prato olandese.

## Palmarès

### Olimpiadi
- 1 medaglia:
  - 1 argento (Londra 2012)

### Europei
- 3 medaglie:
  - 1 oro (Manchester 2007)
  - 2 argenti (Lipsia 2005; Gladbach 2011)

### Champions Trophy
- 4 medaglie:
  - 1 oro (Terrassa 2006)
  - 2 argenti (Lahore 2004; Chennai 2005)
  - 1 bronzo (Auckland 2011)